# Grünarassari

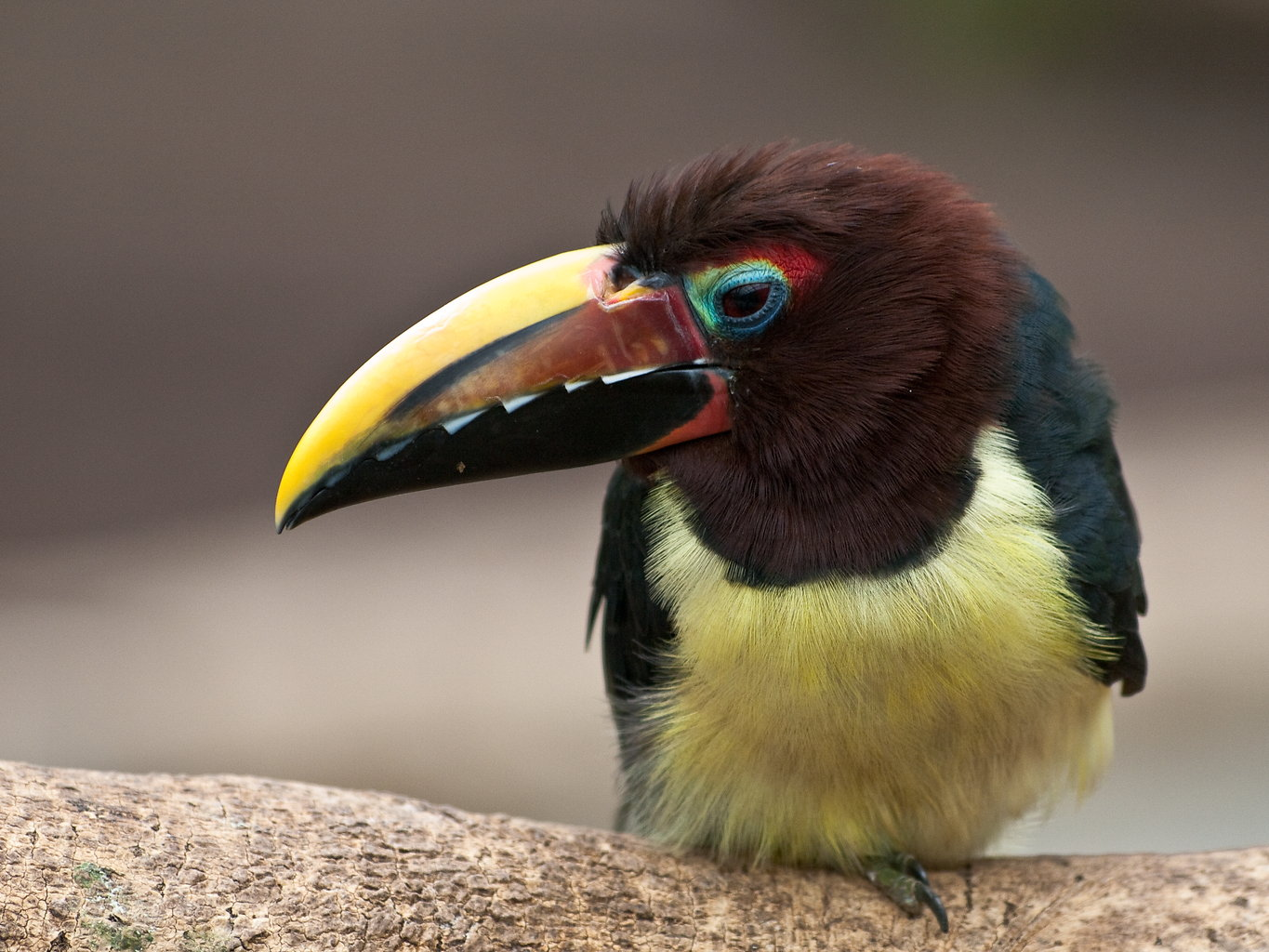
Grünarassari, Weibchen

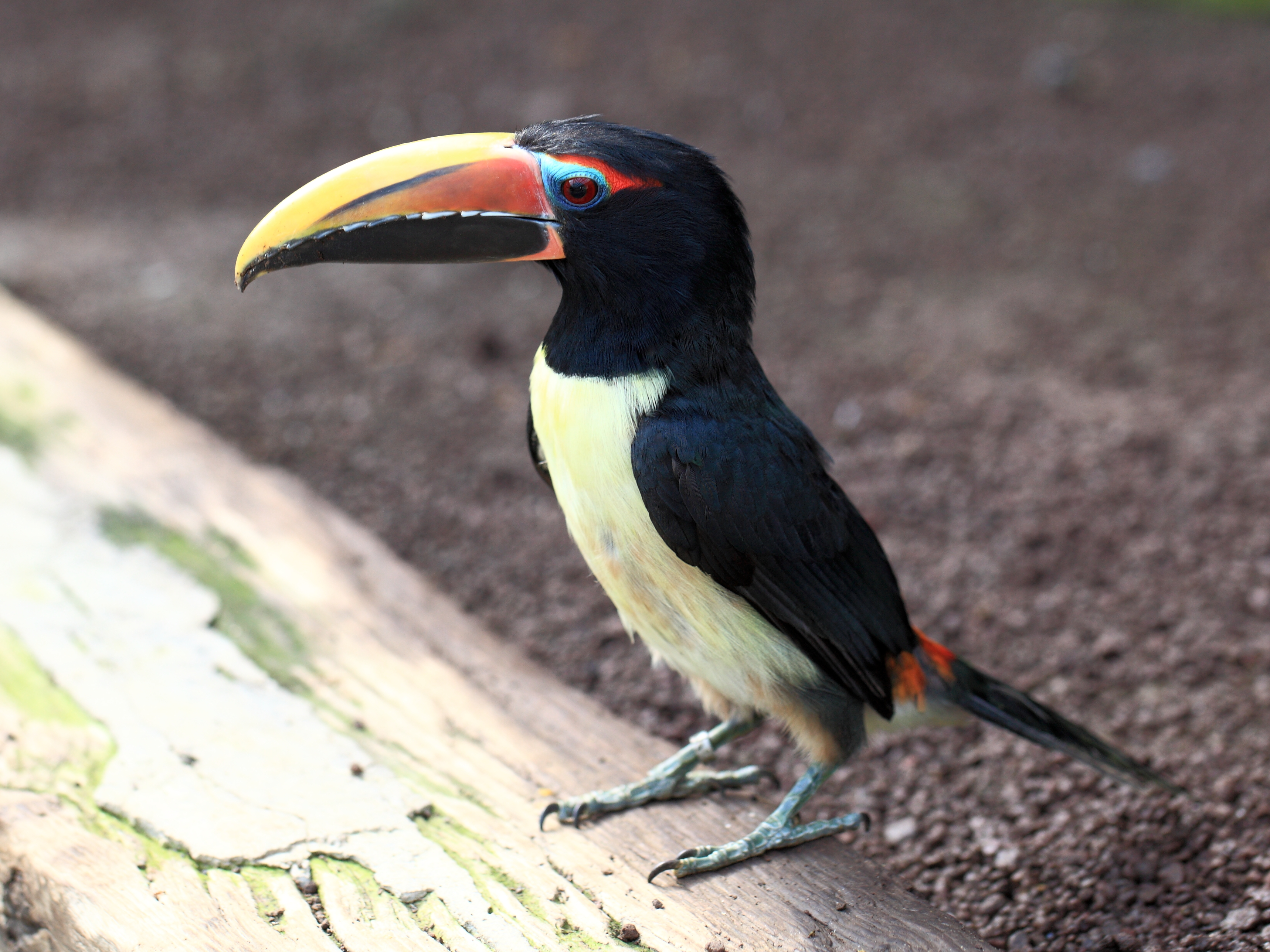

Der Grünarassari (Pteroglossus viridis) ist eine Tukanart aus der Gattung der Schwarzarassaris (Pteroglossus). Der Schnabel ist auffällig rot, gelb und schwarz gefärbt. Auf Grund des roten Bürzels, der geringen Körpergröße und der gelben Körperunterseite kann die Art leicht von anderen Schwarzarassaris unterschieden werden. Nach der Roten Liste gefährdeter Arten der IUCN ist der Grünarassari nicht gefährdet (least concern).
Der deutsche Artname Grünarassari (= Gattung Pteroglossus, dt. Schwarzarassaris) ist leicht mit dem deutschen Gattungsnamen der Grünarassaris (= Gattung Aulacorhynchus) zu verwechseln. Die Art Grünarassari (Gattung Pteroglossus) und die Gattung der Grünarassaris (Aulacorhynchus) haben jedoch lediglich die Zugehörigkeit zur Familie der Tukane gemein.
Es werden keine Unterarten unterschieden.

## Merkmale
Der Grünarassari ist die kleinste Art der Schwarzarassaris. Er erreicht eine Körperlänge von etwa 32 bis 34 Zentimeter und ein Gewicht von 120 bis 162 Gramm. Auf den Schwanz entfallen 9,6 bis 12,1 Zentimeter. Die Schnabellänge beträgt beim Männchen zwischen 7,3 und 9,8 Zentimeter. Weibchen haben etwas kleinere Schnäbel, diese messen zwischen 6,6 und 8,1 Zentimeter.
Der Grünarassari ist neben dem Schriftarassari die einzige Art der Gattung, die einen auffälligen Sexualdimorphismus zeigt. Der Schnabel ist gelb, rot und schwarz. Die Körperoberseite ist schwarzgrün, die Unterseite gelb, der Bürzel rot. Männchen haben einen schwarzen Kopf und Hals, bei Weibchen sind diese Partien kastanienbraun. Der Oberschnabel ist am First bis zur Spitze gelb, die Seiten sind rot und vom gelben Firststrich durch einen schmalen schwarzen Streifen getrennt. Der Unterschnabel ist schwarz und weist an der Basis ein kleines orangerotes Dreieck auf.
Jungvögel ähneln den adulten Vögeln, haben aber ein insgesamt matteres Gefieder, das auf der Körperoberseite grünlicher ist. Die gelbe Körperunterseite ist teils zimtfarben überhaucht, der Schnabel ist zunächst vollständig hornfarben; erst bei älteren, mehrjährigen Tieren bildet sich an den oberen Schnabelrändern eine weiß gefärbte Zähnung aus seitlich anliegend wachsenden Hornlamellen aus.

## Verbreitung und Lebensraum
Das Verbreitungsgebiet der Grünarassaris befindet sich im nördlichen Südamerika. Sie kommen in Brasilien, Französisch-Guayana, Guyana, Suriname und Venezuela vor.
Der Grünarassari besiedelt feuchte immergrüne Wälder in den Tiefebenen sowie Wälder entlang von Flussläufen. Er besiedelt auch Sekundärwald und kommt gelegentlich auf Plantagen vor. Grünarassaris halten sich bevorzugt in Baumwipfeln auf. Gruppen von Grünarassaris treten oft gemeinsam mit Rotkehlkarakaras auf, die sie bei der Nahrungssuche begleiten.

## Nahrung
Der Grünarassari sucht einzeln, in Paaren und kleinen Trupps nach Nahrung. Das Nahrungsspektrum umfasst die Früchte von über 100 Pflanzen, darunter insbesondere die Früchte von Ameisenbäumen und der Palmenart Oenocarpus bacaba. Er spielt in seinem Verbreitungsgebiet eine wichtige ökologische Rolle, da er an der Verbreitung von Samen beteiligt ist. Speziell während der Brutzeit ernähren sich Grünarassaris auch von Insekten und kleinen Wirbeltieren; zur Brutzeit gelten sie auch als Nesträuber.

## Fortpflanzung
Das Fortpflanzungsverhalten ist im Freiland bislang nur unzureichend untersucht und findet im Freiland zwischen den Monaten August und März statt. Die meisten Daten stammen aus Gefangenschaftshaltung. Das Weibchen legt nach der Kopulation zwei bis vier weiße Eier in eine Bruthöhle, die gleichermaßen als Schlafort außerhalb der Brutzeit verwendet wird. In der Regel werden hierfür verlassene Spechthöhlen oder abgestorbene, hohle Baumteile besetzt. Die Brutdauer beträgt 16 bis 17, die Nestlingsdauer 42 bis 47 Tage. Unter guten Bedingungen folgt regelmäßig eine zweite auf die erste Brut. Die Jungtiere der ersten Brut helfen bei der Aufzucht der zweiten Brut, dazu zählt beispielsweise das Füttern der Geschwistertiere (Geschwisterfütterung).

## Haltung
Grünarassaris werden gelegentlich in Zoologischen Gärten gehalten. Innerhalb der Familie der Ramphastidae gilt der Grünarassari als am häufigsten gehaltene Art. So konnten zwischen 1988 und 1996 in zehn Zoos insgesamt 100 Jungtiere großgezogen werden. Die Zucht gelingt regelmäßig, z. B. im Weltvogelpark Walsrode, sodass mehrere Generationen an Tieren in Menschenobhut existieren und Wildfänge für die meisten Zoologischen Gärten und Privathalter nicht erforderlich sind. Die Art wird regelmäßig im Tierhandel angeboten.

## Belege